# فینال جام حذفی فوتبال انگلستان ۲۰۰۷

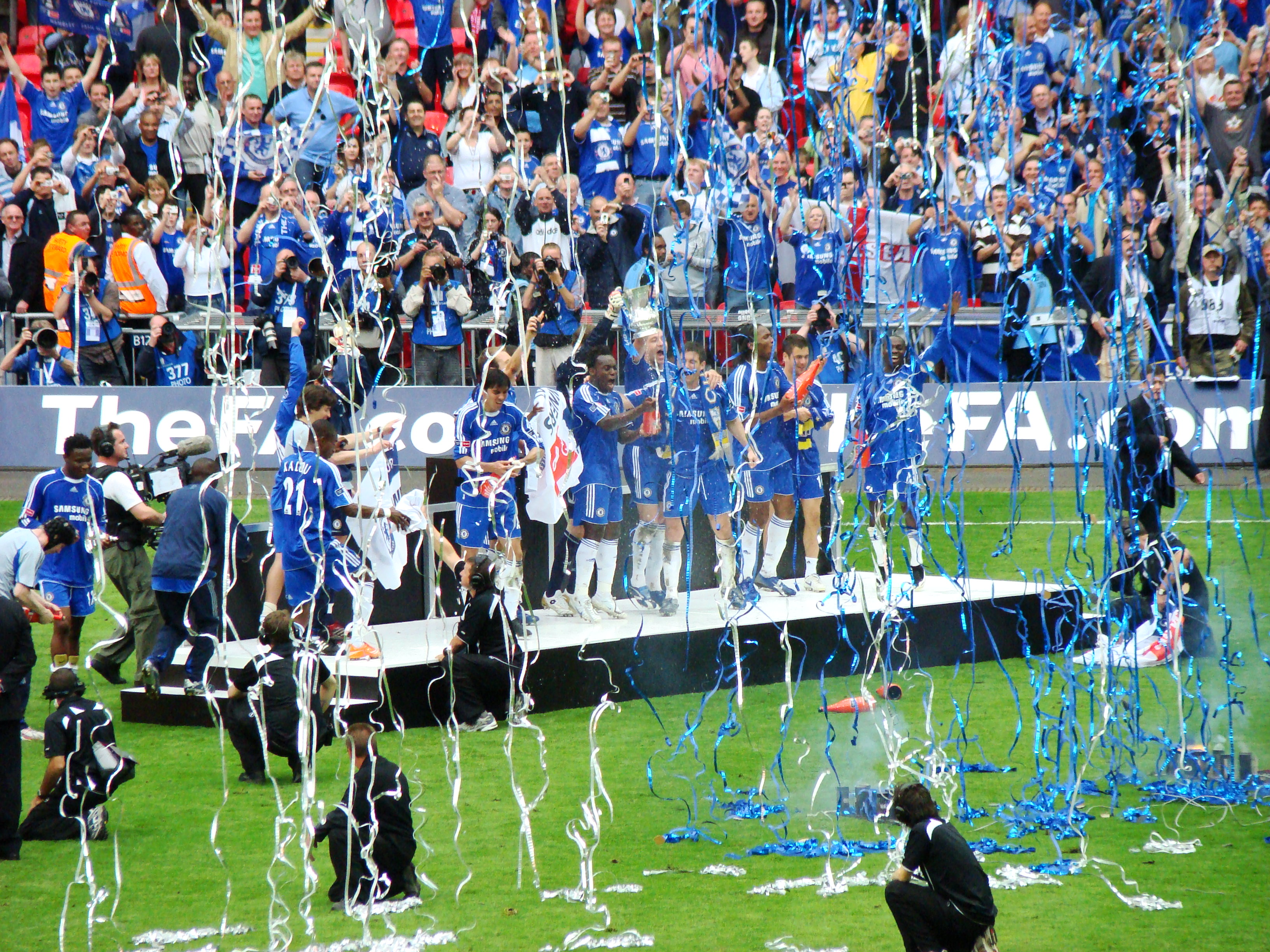
قهرمانی چلسی

فینال جام حذفی فوتبال انگلستان ۲۰۰۷، رقابت پایانی جام حذفی فوتبال انگلستان در سال ۲۰۰۷ میلادی است که مابین دو تیم باشگاه فوتبال چلسی و باشگاه فوتبال منچستر یونایتد در ورزشگاه ومبلی لندن برگزار شده‌است.
این مسابقه که در تاریخ ۱۹ مه ۲۰۰۷ انجام شده‌است با نتیجه ۱ بر ۰ به سود تیم باشگاه فوتبال چلسی به پایان رسید.